# 이병한
이병한(1978년 ~ )은 대한민국의 역사학자이다. 원광대학교 동북아시아인문사회연구소 HK연구교수로 재직했다. 역사가이자 언론인이었던 박은식과 신채호를 롤 모델로 삼았다고 주장한 바 있다.

## 학력
- 연세대학교 사회학과 학사학위
- 연세대학교 역사학과 석사학위
- 연세대학교 역사학과 박사학위(박사 논문 '중화세계의 재편과 동아시아 냉전: 1945~1991')

## 경력
- 중국 상하이 자오퉁(交通)대학교 국제학대학원, UCLA 한국학연구소, 베트남 하노이 사회과학원, 인도 네루대학교 동아시아연구소 등에서 공부·연구
- 월간 《말》 편집위원
- 창비 인문사회 기획위원
- 세교연구소 상근연구원
- 2015년 ~ : 《프레시안》 기획위원
- (전) 원광대학교 동북아시아인문사회연구소 HK연구교수

## 저서
- 《반전의 시대》. 서해문집. 2016년. ISBN 978-89-7483-784-6
- 《유라시아 견문 1》. 서해문집. 2016년. ISBN 978-89-7483-809-6 
 《유라시아 견문 2》. 서해문집. 2018년. ISBN 978-89-7483-921-5 
 《유라시아 견문 3》. 서해문집. 2019년. ISBN 978-89-7483-971-0